# Ричагов Андрій Валерійович
Андрій Валерійович Ричагов (рос. Андрей Валерьевич Рычагов; 25 серпня 1982, м. Куйбишев, СРСР) — російський хокеїст, лівий нападник. Виступає за «Динамо» Санкт-Петербург у Вищій хокейній лізі.
Вихованець хокейної школи СКА (Санкт-Петербург). Виступав за: СКА (Санкт-Петербург), «Спартак» (Санкт-Петербург), ХК МВД, ХК «Липецьк», «Хімік» (Воскресенськ), «Югра» (Ханти-Мансійськ), «Кристал» (Саратов), «Автомобіліст» (Єкатеринбург), «Лада» (Тольятті), «Дизель» (Пенза).